# Tomonobu Yokoyama
Tomonobu Yokoyama (født 18. marts 1985, død 4. januar 2024) var en japansk fodboldspiller.